# Schwur

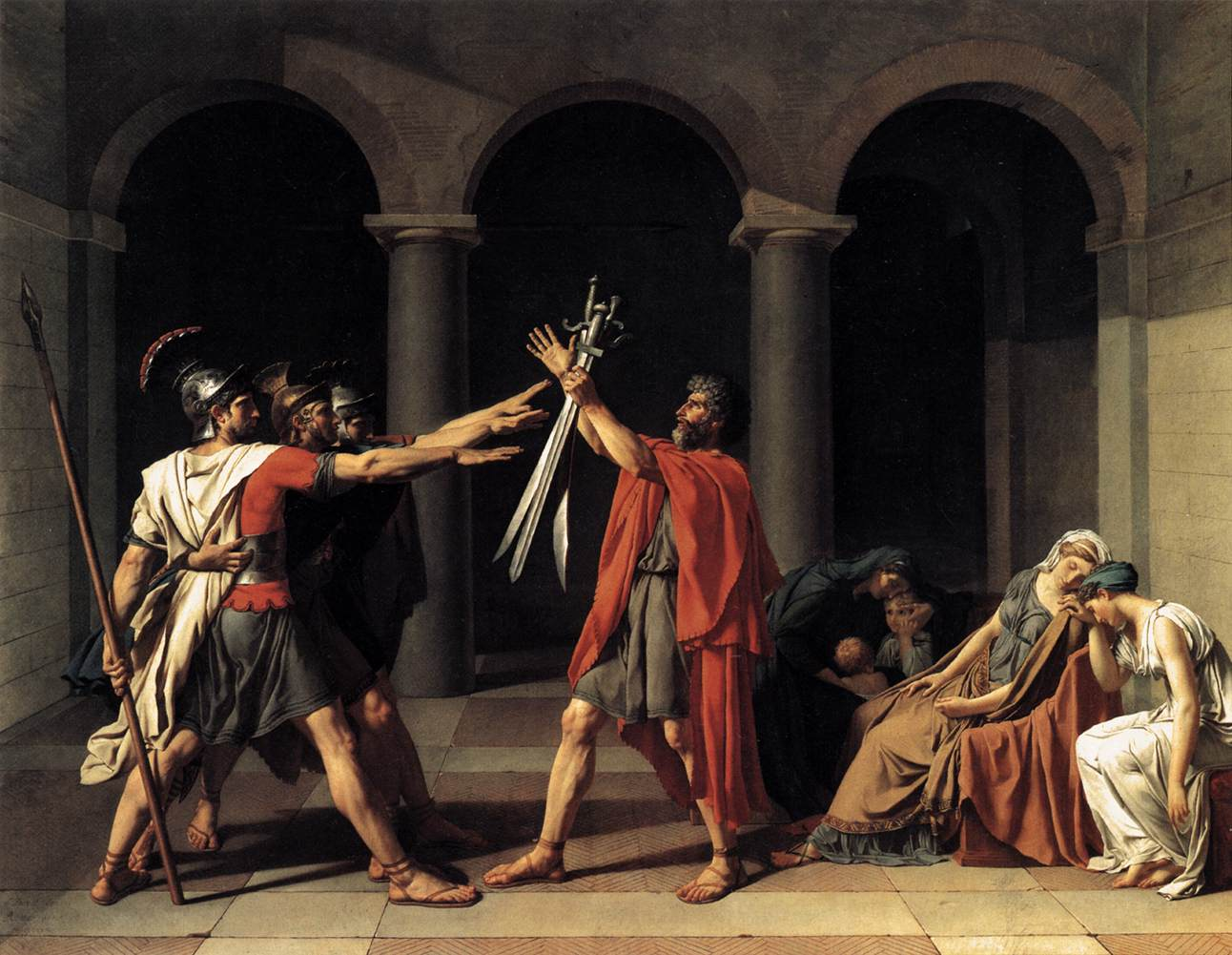
Der Schwur der Horatier
Jacques-Louis David (1784)

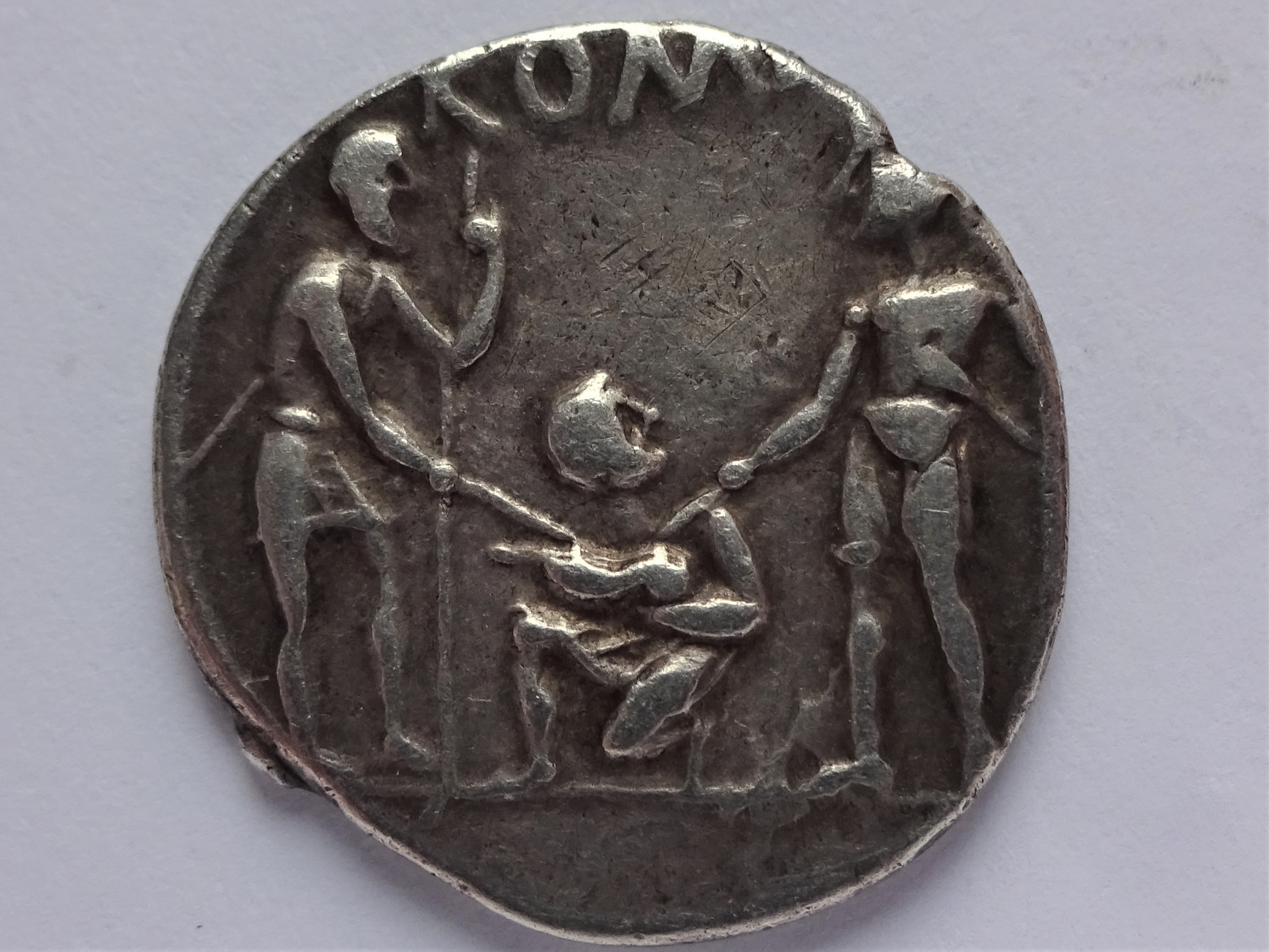
Früheste römische Münze (Denar, 137 v. Chr.) mit Schwurszene

Ein Schwur ist ein unter Verwendung von Beteuerungsformeln feierlich abgelegtes Versprechen.

## Gegenstand und Leistung
Gegenstand des Schwurs kann das Versprechen einer künftigen Handlung oder eines künftigen Verhaltens sein, etwa eine Aufgabe zu lösen, eine Tat zu vollbringen (z. B. Racheschwur) oder Abmachungen einzuhalten (Treueschwur). Aber auch die Wahrhaftigkeit einer Äußerung, etwa einer Aussage vor Gericht, kann beschworen werden.
In der Literatur ist ein abgelegter Schwur oft das auslösende Motiv, das Helden auf einen schweren oder langen Weg schickt. In der altnordischen Sagaliteratur verpflichtet nicht selten ein traditionsgemäß auf einem großen Julfest erwarteter Schwur diejenigen, die ihn – oft im Wetteifer mit anderen – abgelegt haben, zu tollkühnen Unternehmungen.
Die folgende, im Matthäusevangelium angeführte Belehrung Jesu wird von manchen Christen, etwa den täuferischen Gruppen, so ausgelegt, dass das Leisten eines Eides, auch vor Gericht, verboten sei. Die Vereinigten Staaten und Österreich etwa akzeptieren von diesen Gemeinschaften stattdessen den Handschlag als Bekräftigung.

„Ihr habt gehört, dass zu den Alten gesagt worden ist: Du sollst keinen Meineid schwören, und: Du sollst halten, was du dem Herrn geschworen hast. Ich aber sage euch: Schwört überhaupt nicht, weder beim Himmel, denn er ist Gottes Thron, noch bei der Erde, denn sie ist der Schemel für seine Füße, noch bei Jerusalem, denn es ist die Stadt des großen Königs. Auch bei deinem Haupt sollst du nicht schwören; denn du kannst kein einziges Haar weiß oder schwarz machen. Euer Ja sei ein Ja, euer Nein ein Nein; alles andere stammt vom Bösen“

## Abgrenzung zum Eid
Im Gegensatz zur Eidesleistung, die einen Schwur darstellt, der sich innerhalb von verfassten Normen abspielt – sei es etwa in einem Verein, einem Berufsverband, einer Behörde oder vor Gericht –, ist der Schwur ein allgemeineres Konzept, das auch im zwischenmenschlichen Alltag Verwendung findet. Während Kinder und Jugendliche üblicherweise nicht vereidigt werden können, steht es ihnen frei, beliebige Versprechen dadurch zu verstärken, dass sie es dem volljährigen oder ebenfalls minderjährigen Gegenüber schwören.
In diesem Fall hat der Schwur die Funktion, das Vertrauen in die Erfüllung des Versprechens zu stärken. Aus Sicht der Spieltheorie ergeben sich dabei interessante Überlegungen. Solange das Vertrauen in die Zuverlässigkeit des Schwurs aufrechterhalten wird, profitiert der Schwörende von der Erlaubnis, Akzeptanz oder Zustimmung, während das Gegenüber aus dem daraus resultierenden reduzierten Kontrollaufwand Nutzen zieht.
Allerdings kann der Schwörende das Vertrauen missbrauchen und dadurch zumindest einmalig einen besonders hohen Nutzen ziehen. In der Folge kann er jedoch aufgrund des schweren Vertrauensbruchs typischerweise nicht mehr auf das Instrument des Schwurs zurückgreifen, häufig auch nicht mehr gegenüber anderen Personen, denen der Vorfall bekannt wird. Dieser hohe soziale Preis führt dazu, dass der Schwur in der Regel seine Funktion erfüllt, selbst wenn keine rechtlichen Konsequenzen drohen.
Ein komplementärer Aspekt betrifft das Einfordern eines Schwurs. Wird eine Person regelmäßig dazu aufgefordert oder gar unter Druck gesetzt, ein Versprechen durch einen Schwur zu verstärken, dann werden die Möglichkeiten des Schwörenden eingeschränkt, ein unverbindliches Versprechen oder eine Notlüge abzugeben, was wiederum Rückwirkungen auf den Charakter des jeweiligen Schwur selbst hat.

## Schwurverbote
Einige Religionen verbieten das Schwören. Daher wird dort der Schwur durch ein Gelöbnis oder Gelübde ersetzt. Auch in der Eidesformel kann das Wort Schwören daher oft durch Geloben ersetzt werden.

## Formen
Zahlreiche Schwurformeln („bei meiner Ehre“, „so wahr mir Gott helfe“ u. v. a. m.) wurden teils auch mit Schwurgesten kombiniert. Im Mittelalter gehörte dazu etwa der Griff um den eigenen Bart und bei Frauen um ihren Zopf. Noch praktiziert wird das parallele Strecken der drei Schwurfinger: Daumen, Zeige- und Mittelfinger.